# Legació apostòlica de Ravenna
La legació apostòlica de Ravena va ser una subdivisió administrativa dels Estats Pontificis, establerta al territori de la Romanya amb el motu proprio del papa Pius VII el 6 de juliol de 1816. En la seva conformació final vorejava al nord amb la legació de Ferrara, a l'est amb el mar Adriàtic, al sud amb la legació de Forlì i el Gran Ducat de Toscana, a l'oest amb la legació de Bolonya.
El territori tenia tres ports marítims: Primaro, Porto Corsini (Ravenna) i Cervia.
Era una delegació de primera classe encapçalada per un cardenal i, per tant, tenia el títol de legació. Després de la reforma administrativa de Pius IX el 22 de novembre de 1850, es va fusionar amb la Legació de la Romanya (I Legació).